# John Van Antwerp Fine (hijo)
John Van Antwerp Fine (nacido en 1939) es un historiador y autor estadounidense. Es profesor de historia balcánica y bizantina en la Universidad de Míchigan y ha escrito varios libros sobre el tema.

## Primeros años y educación
Nació en 1939 y creció en Princeton, Nueva Jersey. Su padre, John Van Antwerp Fine (1903-1987), fue profesor de historia griega en el departamento de estudios clásicos de la Universidad de Princeton. Su madre, Elizabeth Bunting Fine, también fue clasicista y enseñaba latín y griego en el Miss Fine’s School (actualmente Princeton Day School).
La formación de pregrado y posgrado de Fine fue en la Universidad de Harvard, donde estudió historia Bizancio, los Balcanes y la Rusia medieval. Obtuvo su Ph.D. de Harvard en 1968 y comenzó a enseñar en la Universidad de Míchigan en 1969.

## Carrera e intereses académicos
El medievalista Paul Stephenson, profesor principal de la School of History and Heritage de la Universidad de Lincoln, y miembro de la Royal Historical Society, expresó gran respeto por el trabajo de Fine y lo comparó con personas como Paul M. Barford, Simon Franklin y Jonathan Shepard.
Sus intereses académicos van desde la teología e historia del cristianismo hasta Bizancio y los Balcanes medievales y modernos. Sus publicaciones se han convertido en estándar en el campo, en particular sus estudios de la historia de los Balcanes (1983 y 1987). También ha revolucionado la forma en que los académicos entienden la Iglesia bosnia (publicada por primera vez en 1975; reeditada en Inglaterra en 2006), demostrando que no era herética.
En 2006, Fine publicó un estudio sobre las nociones de etnicidad en Croacia desde la época medieval hasta el siglo XIX titulado When Ethnicity Did Not Matter in the Balkans. En 2008, Emily Greble Balić, dio una crítica positiva afirmando que "(una) de las grandes fortalezas del libro es el análisis de Fine de la identidad" étnica "premoderna". En 2009, John K. Cox de la Universidad Estatal de Dakota del Norte lo revisó en gran medida de manera positiva, señalando algunos puntos de crítica. La revisión de James P. Krokar de 2009 también fue positiva, indicando que el libro es una adición "extremadamente importante" a la "historia de los eslavos meridionales y al debate sobre la modernidad de la nación". Ese mismo año, Neven Budak de la Universidad de Zagreb dio una crítica negativa, afirmando que "el libro de Fine no puede merecer de ninguna manera una revisión positiva. Muestra claramente cómo los prejuicios ideológicos afectan la historia y la ciencia, cargados de prejuicios y conclusiones preconcebidas. Desafortunadamente, el libro también disminuye las consecuencias de abordar un tema que el autor no preparó metodológicamente, ni conoció las obras relevantes de autores no croatas, de los cuales hay pocos. Como consecuencia, el enfoque de Fine sobre el tema - contrariamente a las intenciones declaradas - es tradicionalista en su método, superficial y poco confiable. Sería encomiable si el autor, atento a todas estas deficiencias, especialmente a su actitud hacia los croatas y su metodología inadecuada, encontrara la fuerza para abstenerse públicamente de este libro”.

## Estudios sobre la Historia de Bosnia
Fine también ha contribuido a la comprensión de la historia de Bosnia, trabajando para corregir los conceptos erróneos populares, especialmente durante las guerras yugoslavas de la década de 1990. Fue coautor de Bosnia and Herzegovina: A Tradition Betrayed con el exalumno Robert J. Donia (1994), un trabajo publicado en Inglaterra, Estados Unidos y en la traducción al bosnio en Sarajevo en tiempos de guerra (1995). Viajó y dio conferencias en las ciudades sitiadas de Sarajevo y Mostar durante la guerra.

## Obras
- Fine, John Van Antwerp Jr. (1975), The Bosnian Church: A New Interpretation: A Study of the Bosnian Church and Its Place in State and Society from the 13th to the 15th Centuries, Boulder: East European Quarterly, ISBN 9780914710035.
  - Fine, John Van Antwerp Jr. (2007) [1975], The Bosnian Church: Its Place in State and Society from the Thirteenth to the Fifteenth Century, Londres: Saqi Books, ISBN 9780863565038.
- Fine, John Van Antwerp (1983), The Early Medieval Balkans: A Critical Survey from the Sixth to the Late Twelfth Century, Ann Arbor: University of Michigan Press, ISBN 9780472100255.
  - Fine, John Van Antwerp (1991) [1983], The Early Medieval Balkans: A Critical Survey from the Sixth to the Late Twelfth Century, Ann Arbor: University of Michigan Press, ISBN 0472081497.
- Fine, John Van Antwerp (1987), The Late Medieval Balkans: A Critical Survey from the Late Twelfth Century to the Ottoman Conquest, Ann Arbor: University of Michigan Press.
  - Fine, John Van Antwerp (1994) [1987], The Late Medieval Balkans: A Critical Survey from the Late Twelfth Century to the Ottoman Conquest, Ann Arbor: University of Michigan Press, ISBN 0472082604.
- Donia, Robert J.; Fine, John Van Antwerp (1994), Bosnia and Hercegovina: A Tradition Betrayed, Nueva York: Columbia University Press, ISBN 9781850652120.
- Fine, John Van Antwerp (2000), «The Slavic Saint Jerome: An Entertainment», Cultures and Nations of Central and Eastern Europe: Essays in Honor of Roman Szporluk, Cambridge, Massachusetts: Ukrainian Research Institute, pp. 101-112, ISBN 9780916458935.
- Fine, John Van Antwerp (2002), «The Various Faiths in the History of Bosnia: Middle Ages to the Present», Islam and Bosnia: Conflict Resolution and Foreign Policy in Multi-Ethnic States, Montreal & Kingston: McGill-Queen's University Press, pp. 3-23, ISBN 9780773524132.
- Fine, John Van Antwerp (2005), When Ethnicity did not Matter in the Balkans: A Study of Identity in Pre-Nationalist Croatia, Dalmatia, and Slavonia in the Medieval and Early-Modern Periods, Ann Arbor: University of Michigan Press, ISBN 0472025600.